# Polizeiruf 110: Vergewaltigt
Vergewaltigt ist ein deutscher Kriminalfilm von Christian von Castelberg, entstanden im Auftrag des rbb. Es ist die 268. Folge innerhalb der Filmreihe Polizeiruf 110 und der neunte Fall für Hauptmeister Horst Krause und der fünfte Fall für seine Partnerin Johanna Herz. Der Film wurde am 17. Juli 2005 im Ersten zur Hauptsendezeit erstmals ausgestrahlt.

## Handlung
Die achtzehnjährige Claudia Schmidt wird nach einem Dorffest vergewaltigt. Ihre Eltern rufen am anderen Morgen die Polizei, und Kommissarin Herz erscheint. Sie versucht mit Claudia, die noch immer sichtlich unter Schock steht, zu sprechen, doch sie erhält kaum Antworten. Sie lässt das Mädchen im Krankenhaus untersuchen, wo Spermareste sichergestellt werden können. Allerdings finden sich keine großen Abwehr- oder Verletzungsspuren. Dementsprechend geben die beiden Vergewaltiger Frank Göber und Alex Kohler, die sehr bald ermittelt werden können, einen einverständlichen Geschlechtsverkehr an. Dies machen sie so überzeugend, dass die Strafanzeige von der Staatsanwaltschaft zurückgewiesen wird. Claudias Freund, Martin Koch, ist außer sich, und auch Kommissarin Herz kann kaum fassen, wie der Staatsanwalt entschieden hat.
Nach diesem Vorfall meldet sich Frank Göbers Sekretärin und will eine Vergewaltigung zur Anzeige bringen, die ihr Chef vor einem Jahr an ihr begangen hat. Aus Angst vor einer Kündigung hatte sie sich nicht zur Polizei getraut. Doch der Staatsanwalt schmettert, aufgrund des langen Zeitraums, auch diese Strafanzeige ab.
Am nächsten Tag wird Alex Kohler tot und kastriert aufgefunden. Somit fällt der Verdacht sofort auf Claudia, die jedoch von ihrer Chefin ein Alibi erhält. Da auch Claudias Freund Martin behauptet hatte, zum Tatzeitpunkt mit ihr zusammen gewesen zu sein, erscheint Kommissarin Herz dies verdächtig. Aber auch Claudias Eltern, die eine Metzgerei besitzen und im Umgang mit Messern versiert sind, kommen als Rächer ihrer Tochter in Betracht. Nachdem anhand von Blut- und DNA-Spuren eines der Messer aus der Metzgerei als Tatwaffe identifiziert wird, gesteht Claudias Vater die Tat. Kommissarin Herz hat Zweifel und überwacht Claudias Mutter, nachdem ihr Mann in Untersuchungshaft genommen wird. Sie könnte sich jetzt sicher fühlen und auch den zweiten Täter angreifen. Zu dessen Sicherheit observiert Kommissarin Herz Frank Göber, während Krause Claudias Mutter im Auge behalten soll.
Trotz all dieser Bemühungen trifft Göber unbeobachtet auf Claudia, die ihn telefonisch zu sich bestellt hat. Ohne Vorwarnung betäubt sie ihn mit einem Elektroschocker und trifft alle Vorbereitungen, auch ihn zu entmannen. Im letzten Moment erscheint Herz und kann dies verhindern.
Obwohl Frank Göber offensichtlich straffrei ausgeht, hat seine Frau die Scheidung eingereicht und nach einem anonymen Anruf ist Göber sichtlich um sein Leben besorgt.

## Hintergrund
Vergewaltigt wurde im Auftrag des Rundfunk Berlin Brandenburg von der „Thomas Wilkening Filmgesellschaft mbH“ produziert und in Gröben (Ludwigsfelde) gedreht.
Mit Caroline Peters (Kriminaloberkommissarin Sophie Haas in Mord mit Aussicht), Devid Striesow (Kriminalhauptkommissar Jens Stellbrink im Tatort Saarland), Marie-Luise Schramm (Kriminaloberkommissarin Sandra Schwartenbeck in Morden im Norden), Swetlana Schönfeld (Kriminalhauptkommissarin Hannah Gereg in Rentnercops) und Hinnerk Schönemann (Nord bei Nordwest) sind hier gleich fünf spätere Ermittelnde zu sehen, wobei Hinnerk Schönemann alias Hauke Jacobs zwar Polizist und verdeckter Ermittler war, nun aber offiziell als Tierarzt arbeitet.

## Kritik
Rainer Tittelbach von tittelbach.tv bewertet diesen Polizeiruf positiv und schreibt: „Häufig kommen die Filme mit der Postdamer Kommissarin Johanna Herz und dem dienstbeflissenen Dorfpolizist Krause etwas allzu bodenständig und betulich daher. In diesem ‚Polizeiruf 110‘ ist alles anders – besser. Und die brandenburgische Pampa lebt. Der mit dem Thema Vergewaltigung sensibel verfahrende Film wechselt gekonnt zwischen ruhigen Passagen, in denen Lokalkolorit und das zwischenmenschlich unerträgliche Klima sichtbar werden, und Bildern, in denen es Schlag auf Schlag geht […] Es werden zahlreiche Nebenschauplätze geöffnet, es gibt reichlich Verdächtige und die Schauspieler, allen voran Anna Maria Mühe und Harald Schrott, dem noch über das Filmende hinaus der Angstschweiß auf der Stirn steht, runden das Ganze ab zu einem spannenden Krimi-Gesamtkunstwerk.“
Die Kritiker der Fernsehzeitschrift TV Spielfilm vergaben die bestmögliche Wertung (Daumen nach oben). Sie fanden,  Vergewaltigt „prangert [glaubwürdig] den fragwürdigen Umgang der Justiz mit Vergewaltigungsopfern an“. Der Teil sei ein „erschreckend und leider allzu realistisch[er] […] Fall, der Fragen aufwirft. Spannend!“